# Gnignano
Gnignano è un centro abitato d'Italia, frazione di Siziano in provincia di Pavia, e dei comuni di Carpiano e Locate di Triulzi, nella città metropolitana di Milano.

## Storia
Antico comune del Milanese, appartenente al vicariato di Binasco, contava 117 anime nel 1751. Durante il Regno d'Italia napoleonico vi fu annesso l'intero abitato di Siziano, sistema mantenuto dagli austriaci che però lo spostarono nella provincia di Pavia. Nel 1863 Siziano divenne capoluogo comunale e Gnignano fu declassata a sua frazione.